# Federazione pallavolistica di Bermuda
La Federazione pallavolistica di Bermuda (eng. Bermuda Volleyball Association, BVA) è un'organizzazione fondata per governare la pratica della pallavolo a Bermuda.
Organizza il campionato maschile e femminile, e pone sotto la propria egida la nazionale maschile e femminile.
Ha aderito alla FIVB nel 1984.